# Арутюнов Баграт Миколайович
Баграт Миколайович Арутюнов (31 жовтня 1889, місто Тифліс, тепер Тбілісі, Грузія — 24 січня 1953, місто Москва, Російська Федерація) — радянський діяч-залізничник, начальник Закавказької залізниці, начальник Кавказького округу залізниць, 1-й заступник народного комісара шляхів сполучення СРСР. Член ЦК КП(б) Грузії. Герой Соціалістичної Праці (5.11.1943). Депутат Верховної Ради СРСР 1—3-го скликань.

## Життєпис
Народився в багатодітній родині вірменського ремісника-шорника. Батько помер у 1897 році. Баграт Арутюнов закінчив дворічне церковнопарафіяльне училище, Тифліське міське початкове училище і в 1907 році — слюсарно-механічне відділення Тифліського ремісничого училища. З дитячого віку працював у приватних майстернях.
З 1907 року — слюсар приватних майстерень та механічного заводу. Через два роки перейшов працювати помічником майстра слюсарного цеху майстерень Тифліського ремісничого училища, потім пропрацював п'ять років майстром ремісничого училища. Член РКП(б) з січня 1925 (за іншими даними — 1923) року.
З травня 1925 до 1928 року — начальник Тифліського фабрично-заводського училища (ФЗУ) імені Камо, в яке було реорганізоване ремісниче училище.
У 1928—1931 роках — на профспілковій роботі: відповідальний секретар Спілки працівників освіти Грузинської РСР, відповідальний секретар Ради профспілок Грузинської РСР.
У липні 1931—1933 роках — директор Тифліського паровозовагоноремонтного заводу.
У 1933—1937 роках — керуючий Чіатурського марганцевого тресту Грузинської РСР.
З травня по жовтень 1937 року знову працював директором Тбіліського паровозоремонтного заводу імені Сталіна.
25 жовтня (1 листопада) 1937 — 1 квітня 1939 року — начальник Закавказької залізниці.
1 квітня 1939 — січень 1946 року — заступник, 1-й заступник народного комісара шляхів сполучення СРСР.
Указом Президії Верховної Ради СРСР від 5 листопада 1943 року «за особливі заслуги у справі забезпеченні перевезень для фронту та народного господарства та визначні досягнення у відновленні залізничного господарства у важких умовах воєнного часу» Арутюнову Баграту Миколайовичу присвоєно звання Героя Соціалістичної Праці з врученням ордена Леніна та Золотої медалі «Серп і Молот».
У січні 1946 — 1951 року — начальник Кавказького округу залізниць, куди входили Північно-Кавказька, Орджонікідзевська та Закавказька магістралі.
З 1951 до 24 січня 1953 року — заступник міністра чорної металургії СРСР з транспорту.
Помер 24 січня 1953 року після тривалої важкої хвороби. Похований на Новодівочому цвинтарі Москви.

## Звання
- віцегенерал-директор шляхів сполучення 1-го рангу

## Нагороди
- Герой Соціалістичної Праці (5.11.1943)
- три ордени Леніна (23.11.1939, 24.11.1942, 5.11.1943)
- орден Кутузова І ст. (29.07.1945)
- орден Вітчизняної війни І ст. (24.02.1945)
- орден Трудового Червоного Прапора (23.03.1935)
- орден Трудового Червоного Прапора Закавказької РФСР (1932)
- медаль «За оборону Сталінграда»
- медаль «За перемогу над Німеччиною у Великій Вітчизняній війні 1941—1945 рр.»
- медалі